# Piasek (województwo zachodniopomorskie)
Piasek – wieś w Polsce, położona w województwie zachodniopomorskim, w powiecie gryfińskim, w gminie Cedynia.
| SIMC    | Nazwa   | Rodzaj     |
| ------- | ------- | ---------- |
| 1009776 | Lasocin | przysiółek |

W latach 1975–1998 miejscowość położona była w województwie szczecińskim.